# Erih Koš
Erih Koš (Erich Kosch; srbsky Ерих Кош; 15. dubna 1913 Sarajevo, tehdy Rakousko-Uhersko – 25. května 2010 Bělehrad, Srbsko) byl srbský a bosenskohercegovský spisovatel a překladatel židovského původu. Používal i pseudonym E. Minić.

## Život
Erih Koš se narodil v sarajevské židovské rodině. Základní školu i gymnázium absolvoval v rodném Sarajevu. Poté studoval na právnické fakultě Bělehradské univerzity a jako právník působil až do roku 1935. V roce 1938 byl jako člen Komunistické strany Jugoslávie odsouzen. Od roku 1941 se podílel na odbojovém hnutí jugoslávských partyzánů a zastával různé politicko-kulturní funkce. Po skončení druhé světové války byl veřejně činný v komunistické Jugoslávii, byl místopředsedou Výboru pro kulturu vlády FNRJ a pak vedl ministerstvo kultury a vzdělání Svazové výkonné rady, celostátní jugoslávské vlády. Krátce působil i jako diplomat.
Koš psal zejména romány a povídky, týkající se jugoslávského odboje nebo problémů jugoslávské společnosti. Kromě těchto výpravných děl psal duchovně bohaté eseje. Do srbštiny překládal díla Goetheho a Chamissa.
V roce 1967 získal prestižní jugoslávskou literární cenu časopisu NIN za román Mreža (Síť). V roce 1974 byl zvolen členem korespondentem a v roce 1978 řádným členem Srbské akademie věd a umění (SANU) v sekci jazyk a literatura.

## Dílo
- U vatri – povídka 1947
- Tri hronike – povídky 1949
- Zapisi o mladim ljudima – 1950
- Vreme, povídky 1952
- Čudnovata povest o Kitu Velikom takođe zvanom Veliki Mak, román 1956
- Il tifo, román 1958
- Kao vuci, povídky 1958
- Sneg i led, román 1961
- Novosadski pokolj, román 1961
- Vrapci Van Pea, román 1962
- Prvo lice jednine, povídky 1963
- Imena, román 1964
- Taj prokleti zanat spisateljski, eseje 1965
- Mreža, román 1967
- Satire, 1968
- Mešano društvo, povídky 1969
- Zašto da ne 1971
- Dosije Hrabak, román 1971
- Cveće i bodlje, povídky 1972
- Na autobuskoj stanici, povídky 1974
- U potrazi za Mesijom, román 1978
- Bosanske priče, povídky 1984
- Satira i satiričari, eseje 1985
- Šamforova smrt, román 1986
- Pisac govora, 1989
- Uzgredne zabeleške, aforismy 1990
- Miševi, román 1991

Překlady jeho děl byly vydány ve Velké Británii, Nizozemsku, bývalém Československu, bývalém Sovětském svazu, v Bulharsku, Finsku, Itálii, Maďarsku, Německu a Spojených státech.

## Ocenění
- Medaile Partizanska spomenica 1941
- Cena 7. července